# Borne (Salzland)
Pour les articles homonymes, voir Borne.
Borne est une commune allemande de l'arrondissement du Salzland, Land de Saxe-Anhalt.

## Géographie
|          | Sülzetal |           |
|          | Borne    | Bördeland |
| Bördeaue |          | Staßfurt  |

## Histoire
Borne est mentionné pour la première fois en 946.

## Politique
De 2022 à 2029, le maire de la commune est Sven Rosomkiewicz.

## Population
La commune compte 1 146 habitants en 2022.